# Espectáculo de medio tiempo del Super Bowl LVII
El espectáculo de medio tiempo del Super Bowl LVII se llevó a cabo el 12 de febrero de 2023 en el State Farm Stadium, ubicado en la ciudad de Glendale (Arizona), como parte de la 57.ª edición del Super Bowl. La actuación fue encabezada por la cantante barbadense Rihanna y marcó su retorno a los escenarios tras cinco años de hiato. Con una duración de aproximadamente 13 minutos, interpretó varios de sus mayores éxitos, entre ellos «Umbrella», «Only Girl (In the World)», «We Found Love» y «Diamonds», además de revelar que se encontraba embarazada de su segundo hijo. Igualmente, Rihanna se convirtió en la tercera mujer en presentarse sin ningún tipo de invitados.
La actuación recibió comentarios en su mayoría favorables por parte de la crítica especializada, quienes elogiaron la puesta en escena, el listado de canciones y la cohesión del espectáculo, aunque algunos criticaron la falta de momentos memorables y la poca energía por parte de la artista. Su embarazo fue objeto de debate entre la prensa, con algunos cuestionando de si Rihanna era la indicada para actuar en dichas condiciones; según algunos medios, la cantante desconocía que se encontraba embarazada cuando firmó el contrato.

## Antecedentes y desarrollo

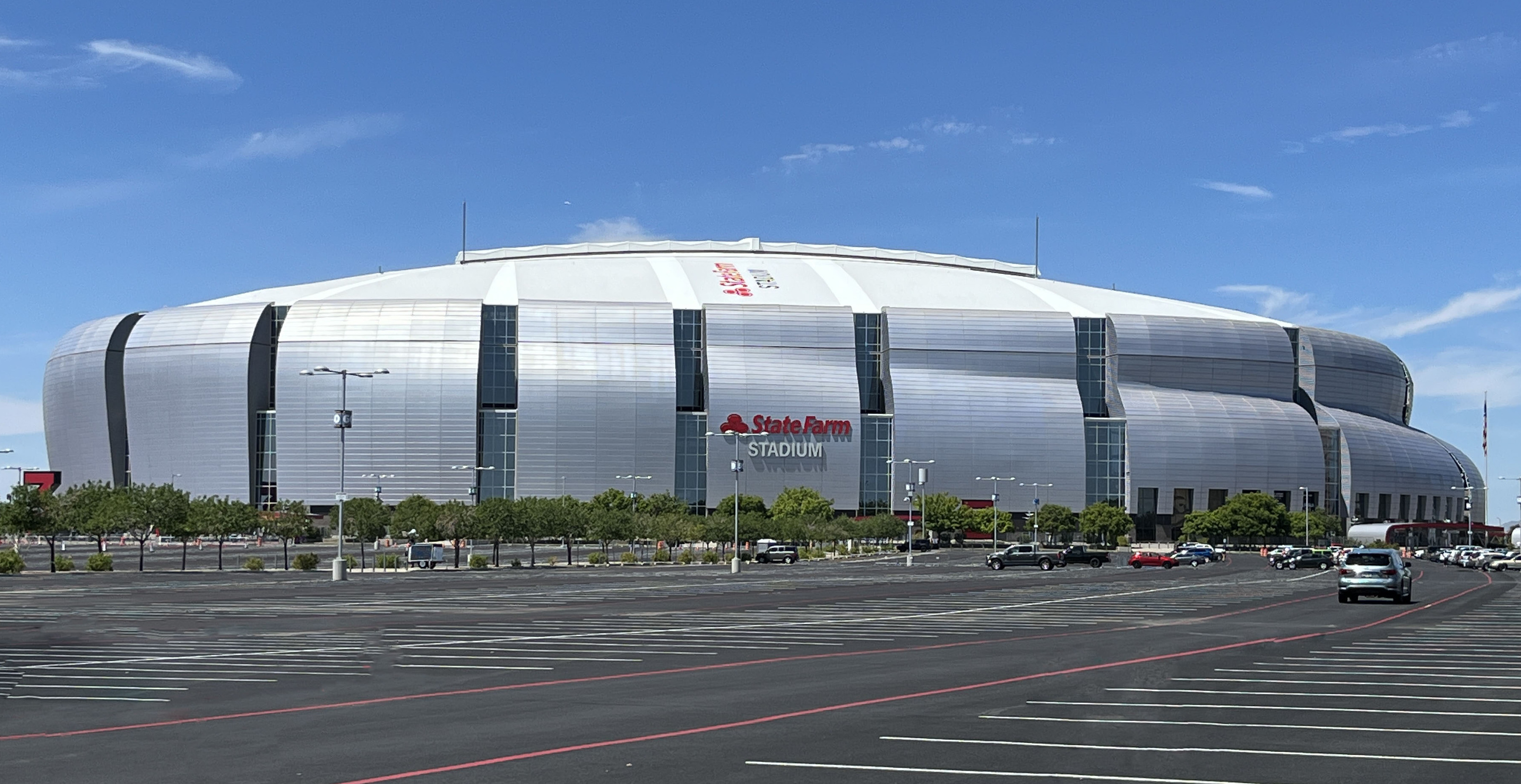
State Farm Stadium, lugar donde se llevó a cabo la actuación.

En mayo de 2018, la National Football League (NFL) anunció que Arizona acogería el Super Bowl LVII. El 23 de septiembre de 2022, Apple Music fue anunciado como el patrocinador oficial del espectáculo de medio tiempo, siendo la primera vez en diez años que Pepsi no patrocinaría la actuación. Tras dicha noticia, la prensa comenzó a especular que Taylor Swift sería la artista encargada de encabezar el espectáculo debido a sus numerosas colaboraciones con Apple. Sin embargo, diversos medios reportaron que Swift declinó la oferta porque prefería esperar a recuperar sus másteres. Poco después, el 25 de septiembre, Rihanna anunció que encabezaría la actuación, lo cual marcaría su primera presentación en vivo en más de cinco años. Previamente, la artista había declinado la oferta de presentarse en 2019 y 2020 en apoyo a Colin Kaepernick y el movimiento Black Lives Matter. Hamish Hamilton sería nuevamente el encargado de dirigir el espectáculo, mientras que la producción quedó a cargo de Roc Nation con Jesse Collins como productor ejecutivo.

## Actuación
La actuación inició con una breve introducción de Apple Music y seguidamente un enfoque directo a Rihanna sobre una plataforma colgante, que da comienzo a «Bitch Better Have My Money». El escenario constó de una larga pasarela roja extendida por el estadio y distintas plataformas colgantes que se elevaban o descendían conforme avanzaba la actuación. La cantante vistió un enterizo rojo que resaltaba su abdomen, mientras que los diversos bailarines usaron la misma vestimenta, pero en color blanco. Seguidamente, fueron interpretadas «We Found Love» y «Only Girl (In the World)», con varias pausas para la coreografía. Tras un breve despliegue de fuegos artificiales, Rihanna baja al escenario principal para cantar «We Found Love», «Rude Boy», «Work», «Wild Thoughts» y «Pour It Up». Después, varios bailarines ingresan al campo del estadio, mientras Rihanna se maquilla utilizando productos de Fenty Beauty, lo que da inicio a la interpretación de «All of the Lights», seguida por «Run This Town». La artista se coloca una gran chaqueta roja y regresa a la plataforma principal, que comienza a elevarse para el cierre con «Umbrella» y «Diamonds».
El enterizo utilizado por la artista fue diseñado por Jonathan Anderson para Loewe y estuvo inspirado en los uniformes de los pilotos estadounidenses. La chaqueta que acompañó al vestuario fue diseñada por Peter Mulier para Alaïa. Los zapatos fueron diseñados por la casa de moda Maison Margiela, mientras que la joyería perteneció a Joseph Saidian & Sons, Messika y Jacob & Co. Northern Lights. Los bailarines utilizaron diversas piezas diseñadas por Savage X Fenty. El escenario, que tuvo la mitad del tamaño que en años anteriores y se enfocó mayormente en las siete plataformas elevadas, fue diseñado de tal manera para evitar dañar la grama del estadio, debido a que la NFL quería reducir el peso por diversas quejas de los jugadores sobre el estado del campo. El director de logística de la actuación explicó que el equipo, constituido por cerca de 800 personas, tuvo 7 minutos y medio para armar el escenario, y 6 para desmontarlo.

## Recepción

### Audiencia
De acuerdo con FOX, cadena que transmitió el evento, la actuación atrajo una audiencia de 118.7 millones de personas solo en los Estados Unidos, siendo entonces la segunda más vista por televisión en la historia, únicamente detrás de la ofrecida por Katy Perry en el Super Bowl XLIX. Dicha cifra supuso un aumento del 13 % con relación a la actuación conjunta de Dr. Dre, Snoop Dogg, Eminem, Mary J. Blige y Kendrick Lamar ofrecida el año anterior, que atrajo 103.4 millones. De igual forma, la actuación tuvo mayor audiencia que el partido en cuestión, que promedió 113 millones de televidentes.

### Comentarios de la crítica
Adrian Horton de The Guardian calificó la actuación con tres estrellas de cinco y dijo que «la artista bailó a través de sus éxitos con bastante facilidad, pero faltó esa energía tan necesaria en el Super Bowl». Jason Lamphier de Entertainment Weekly mencionó que el espectáculo careció de momentos impactantes, pero aun así Rihanna ofreció un «catálogo de éxitos formidable y una sincronía impecable». Ed Power de The Telegraph le dio cuatro estrellas de cinco y describió la actuación como «un maratón sin descanso de los éxitos de la cantante para recordarle a la audiencia su potencial como estrella pop».

## Listado de canciones
1. «Bitch Better Have My Money» (contiene elementos de «What's My Name?» y «Phresh Out the Runway»)
2. «Where Have You Been»
3. «Only Girl (In the World)» (contiene elementos de «Cockiness (Love It)»)
4. «We Found Love» (contiene elementos de «S&M»)
5. «Rude Boy» (DJ Klean Remix; contiene elementos de «Kiss It Better»)
6. «Work»
7. «Wild Thoughts»
8. «Pour It Up» (contiene elementos de «Birthday Cake», «Numb» y «Pose»)
9. «All of the Lights»
10. «Run This Town»
11. «Umbrella»
12. «Diamonds»

Fuente: Today.